# 肖堡 (蒙大拿州)
肖堡（英語：Fort Shaw）是位於美國蒙大拿州喀斯喀特縣的普查規定居民點。

## 歷史
肖堡的郵局於1867年設立，1891年關閉後於1902年重啟，營運至今。

## 人口
根據2020年美國人口普查的數據，肖堡的面積為14.71平方千米，皆為陸地。當地共有人口256人，而人口密度為每平方千米17.4人。